# Heimito von Doderer
Franz Carl Heimito Ritter von Doderer (ur. 5 września 1896 w Hadersdorf-Weidlingau koło Wiednia, zm. 23 grudnia 1966 w Wiedniu) – pisarz austriacki.

## Życiorys
Urodził się jako syn Wilhelma Carla Gustava von Doderer, inżyniera budownictwa. Był najmłodszym z sześciorga rodzeństwa. W 1914 roku ukończył szkołę średnią. Następnie podjął studia prawnicze w Wiedniu. Na czas ten przypadł wybuch pierwszej wojny światowej, który przerwał mu edukację. Heimito von Dodeder został powołany do wojska jako chorąży. Dostał się do niewoli rosyjskiej. Jesienią 1916 roku zesłano go na Syberię. Spędził tam 4 lata. Na zesłaniu poświęcił się twórczości literackiej. W kwietniu 1933 został członkiem do NSDAP, z którego po krótkim czasie wystąpił. W 1958 Doderer otrzymał Großer Österreichischer Staatspreis (Wielką Austriacką Nagrodę Literacką).

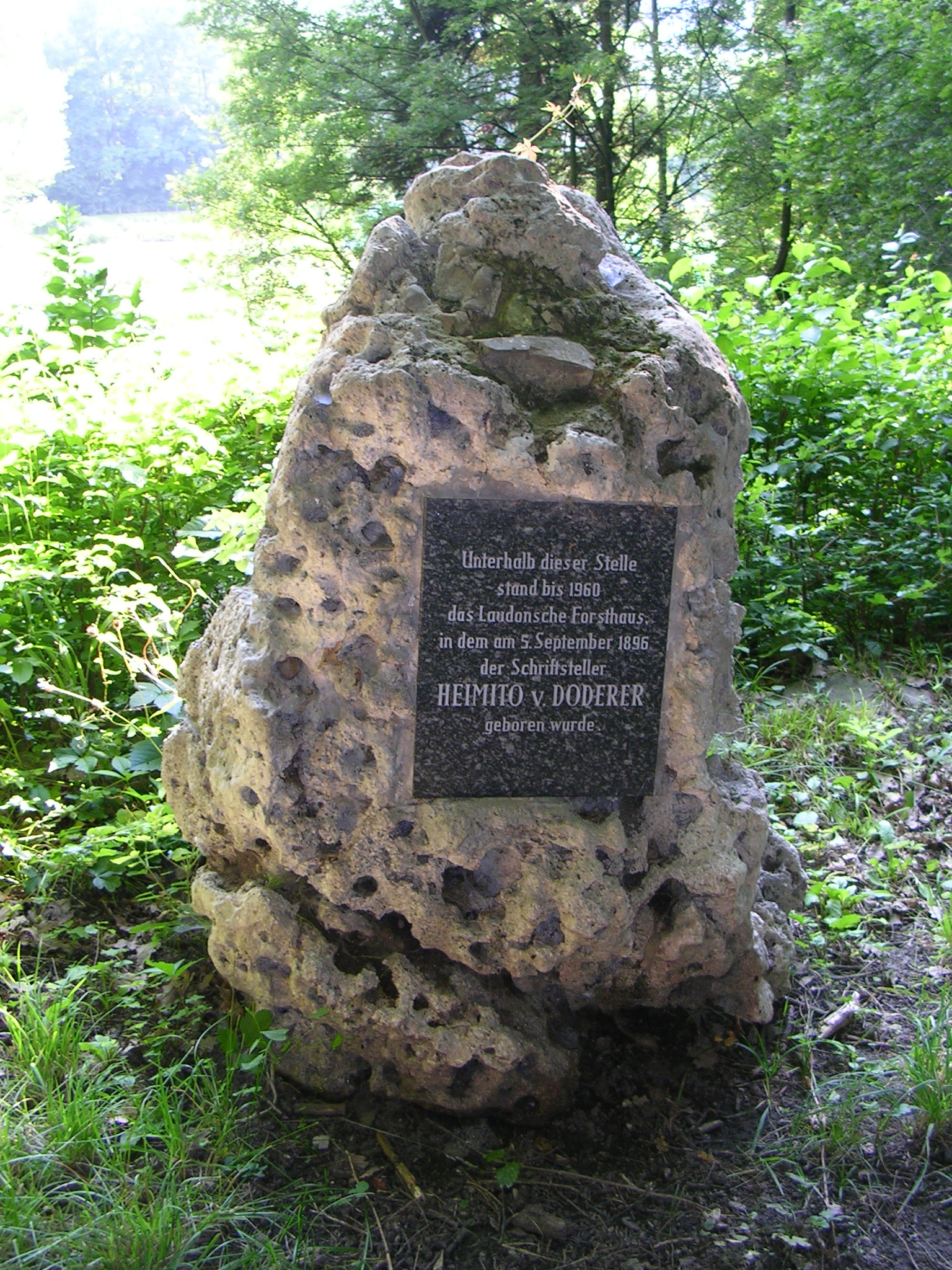
Kamień pamiątkowy w miejscu, w którym stał dom narodzin Doderera

## Dzieła
- 1923: Gassen und Landschaft
- 1924: Die Bresche
- 1930: Das Geheimnis des Reichs
- 1930: Der Fall Gütersloh
- 1938: Ein Mord, den jeder begeht
- 1940: Ein Umweg
- 1951: Die erleuchteten Fenster oder die Menschwerdung des Amtsrates Julius Zihal
- 1951: Die Strudlhofstiege oder Melzer und die Tiefe der Jahre
- 1953: Das letzte Abenteuer
- 1956: Die Dämonen. Nach der Chronik des Sektionsrates Geyrenhoff
- 1957: Ein Weg im Dunkeln
- 1958: Die Posaunen von Jericho
- 1959: Grundlagen und Funktion des Romans
- 1959: Die Peinigung der Lederbeutelchen
- 1962: Die Merowinger oder die totale Familie
- 1963: Roman Nr.7/1. Die Wasserfälle von Slunj
- 1964: Tangenten. Tagebuch eines Schriftstellers 1940 – 1950
- 1966: Unter schwarzen Sternen
- 1966: Meine neunzehn Lebensläufe und neun andere Geschichten

### Spuścizna
- 1967: Roman No. 7/II. Der Grenzwald
- 1968: Frühe Prosa. Die Bresche – Jutta Bamberger – Das Geheimnis des Reichs
- 1969: Repertorium
- 1970: Die Wiederkehr der Drachen
- 1972: Die Erzählungen
- 1976: Commentarii 1951 bis 1956. Tagebücher aus dem Nachlaß
- 1986: Commentarii 1957 bis 1966. Tagebücher aus dem Nachlaß
- 1986: Heimito von Doderer / Albert Paris Gütersloh: Briefwechsel 1928 – 1962
- 1991: Die sibirische Klarheit
- 1996: Gedanken über eine zu schreibende Geschichte der Stadt Wien
- 1996: Tagebücher 1920 – 1939
- 1996: Von Figur zu Figur

## Opracowania
- Wolfgang Fleischer: Das verleugnete Leben. Die Biographie des Heimito von Doderer. Kremayr & Scheriau, Wien 1996
- Henner Löffler: Doderer-ABC. Ein Lexikon für Heimitisten. dtv, München 2001
- Helmut Pany (Hrsg.): Des Dichters Saitenspiel. Heimito von Doderer und die Musik. Doblinger, Wien 1993
- Lutz-Werner Wolff: Heimito von Doderer. Rowohlt, Reinbek 2000
- Jürgen Busche: Eidyllion – das heißt kleines Bildchen. Über Arno Schmidt und Heimito von Doderer, in: Jörg Drews/Hans-Michael Bock: Der Solipsist in der Heide. edition text + kritik, München 1974
- Dorothea Zeemann: Jungfrau und Reptil. Leben zwischen 1945 und 1972. Suhrkamp, Frankfurt/Main 1982
- Kai Luehrs-Kaiser/Gerald Sommer (Hrsg.): „Flügel und Extreme“: Aspekte der geistigen Entwicklung Heimito von Doderers.“ (Schriften der Heimito von Doderer-Gesellschaft; 1). Königshausen & Neumann, Würzburg 1999
- Gerald Sommer (Hrsg.): „Gassen und Landschaften: Heimito von Doderers „Dämonen“ vom Zentrum und vom Rande aus betrachtet“ (Schriften der Heimito von Doderer-Gesellschaft; 3). Königshausen & Neumann, Würzburg 2004
- Dietrich Weber: „Doderer-Miniaturen“ Hrsg. v. Henner Löffler u. Kai Luehrs-Kaiser. (Schriften der Heimito von Doderer-Gesellschaft; Sonderband 2)
- Christopher Dietz: Wer nicht riechen will, muss fühlen. Geruch und Geruchssinn im Werk Heimito von Doderers, Edition Präsens, Wien 2002